# 廉江樱花公园
廉江樱花公园位于中华人民共和国广东省湛江市廉江市塘山岭南麓廉江大道北端，规划面积为530亩，由城北广场、园路绿化休闲景观及湖面三大部分组成。

## 荣誉
2021年12月，廉江市城北公园（即樱花公园所在地点）工程获得“2020—2021年度国家优质工程奖”。